# Бове-Нор-Уэст

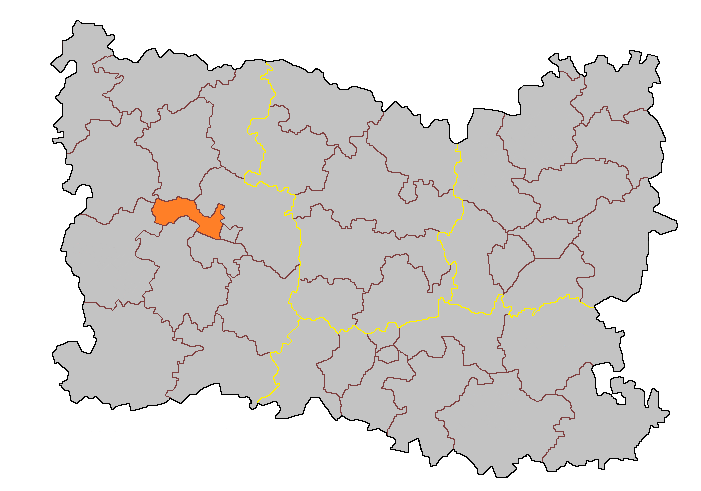
Кантон Бове-Нор-Уэст на карте департамента Уаза

Бове-Нор-Уэст (фр. Beauvais-Nord-Oest) — упраздненный кантон во Франции, регион Пикардия, департамент Уаза. Входил в состав округа Бове.
В состав кантона входили коммуны (население по данным Национального института статистики Архивная копия от 21 сентября 2013 на Wayback Machine за 2010 г.):
- Бове (17 661 чел.) (частично)
- Пьеррфитт-ан-Бовези (375 чел.)
- Савини (719 чел.)
- Фукени (437 чел.)
- Эрши (614 чел.)

## Политика
На президентских выборах 2012 г. жители кантона отдали в 1-м туре Франсуа Олланду 29,9 % голосов против 24,8 % у Николя Саркозии 20,6 % у Марин Ле Пен, во 2-м туре в кантоне победил Олланд, получивший 53,4 % голосов (2007 г. 1 тур: Саркози  — 31,0 %, Сеголен Руаяль— 26,2 %; 2 тур: Саркози — 53,3 %). На выборах в Национальное собрание в 2012 г. по 1-му избирательному округу департамента Уаза они поддержали кандидата партии Союз за народное движение, действующего депутата Оливье Дассо, получившего 37,0 % голосов в 1-м туре и 50,5 % голосов - во 2-м туре.
|  | Кандидат      | Партия                    | % голосов |
|  | ------------- | ------------------------- | --------- |
|  | Жорж Бекерель | Социалистическая партия   | 53,21     |
|  | Клер Бей      | Союз за народное движение | 46,79     |